# 东省特别区行政长官公署旧址
东省特别区行政长官公署旧址是黑龙江省哈尔滨市的一座历史建筑，位于南岗区民益街85号。现为南岗区少年宫。

## 历史
该建筑原为中东铁路警察管理局，始建于1908年。折衷主义建筑风格。1921年，中东铁路附属地改称为东省特别区。1923年3月1日，在此成立东省特别区行政长官公署，管辖中东铁路沿线地区的行政，以哈尔滨为中心，西起满洲里，东至绥芬河，南至长春。哈尔滨辖区包括包括道里、南岗、香坊等。1935年，改为北满特别区公署，同年年底裁撤。现为南岗区少年宫。
2005年1月31日，成为黑龙江省文物保护单位。二类保护建筑。